# ریک وترز

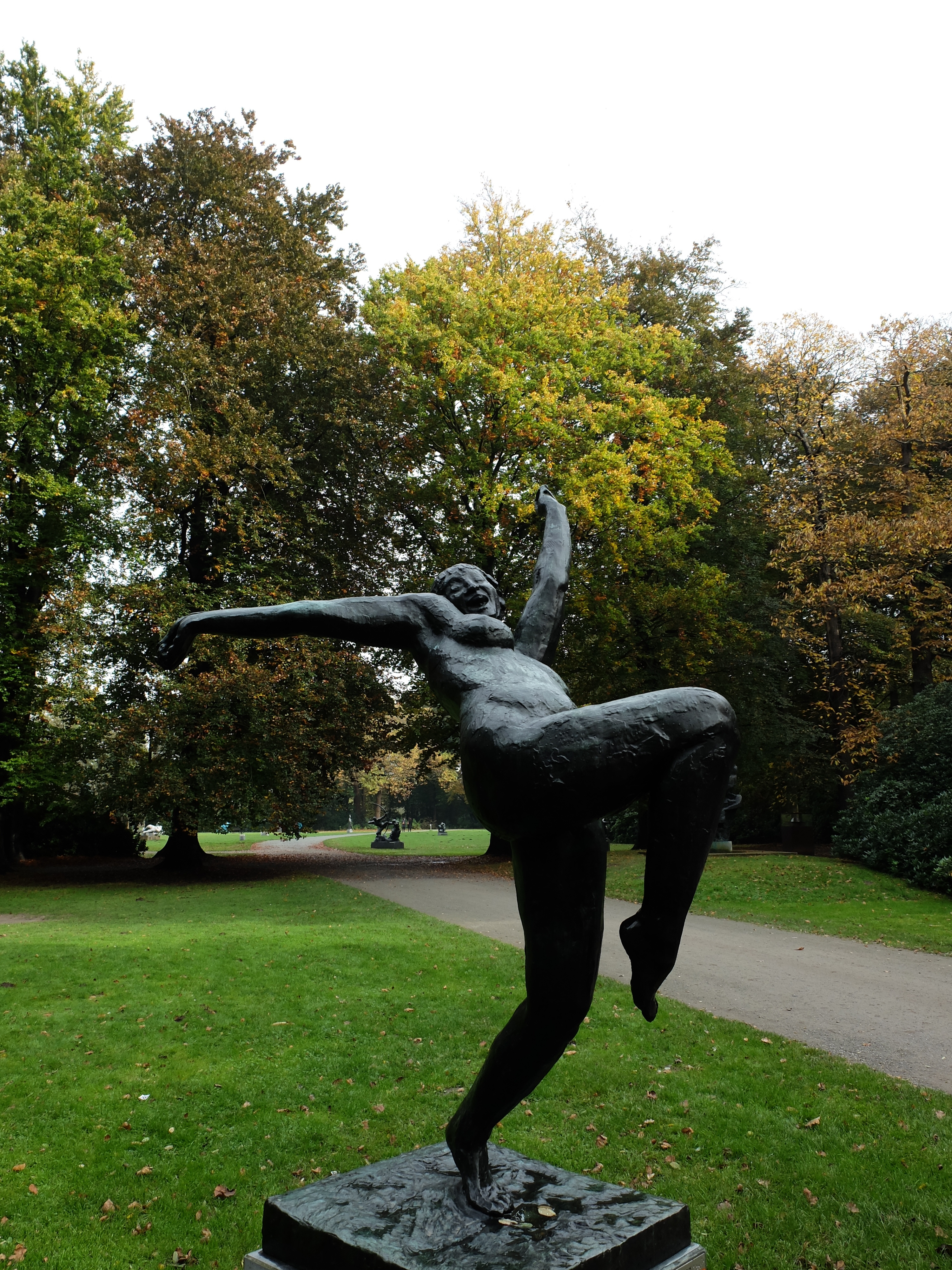
باکرهٔ شیدا، نام تندیسی برنزی است به سال ۱۹۱۲ میلادی از ریک وُترز. این اثر اکنون در مالکیت موزه تندیس‌سازی هوای آزاد میدلهایم قرار دارد.

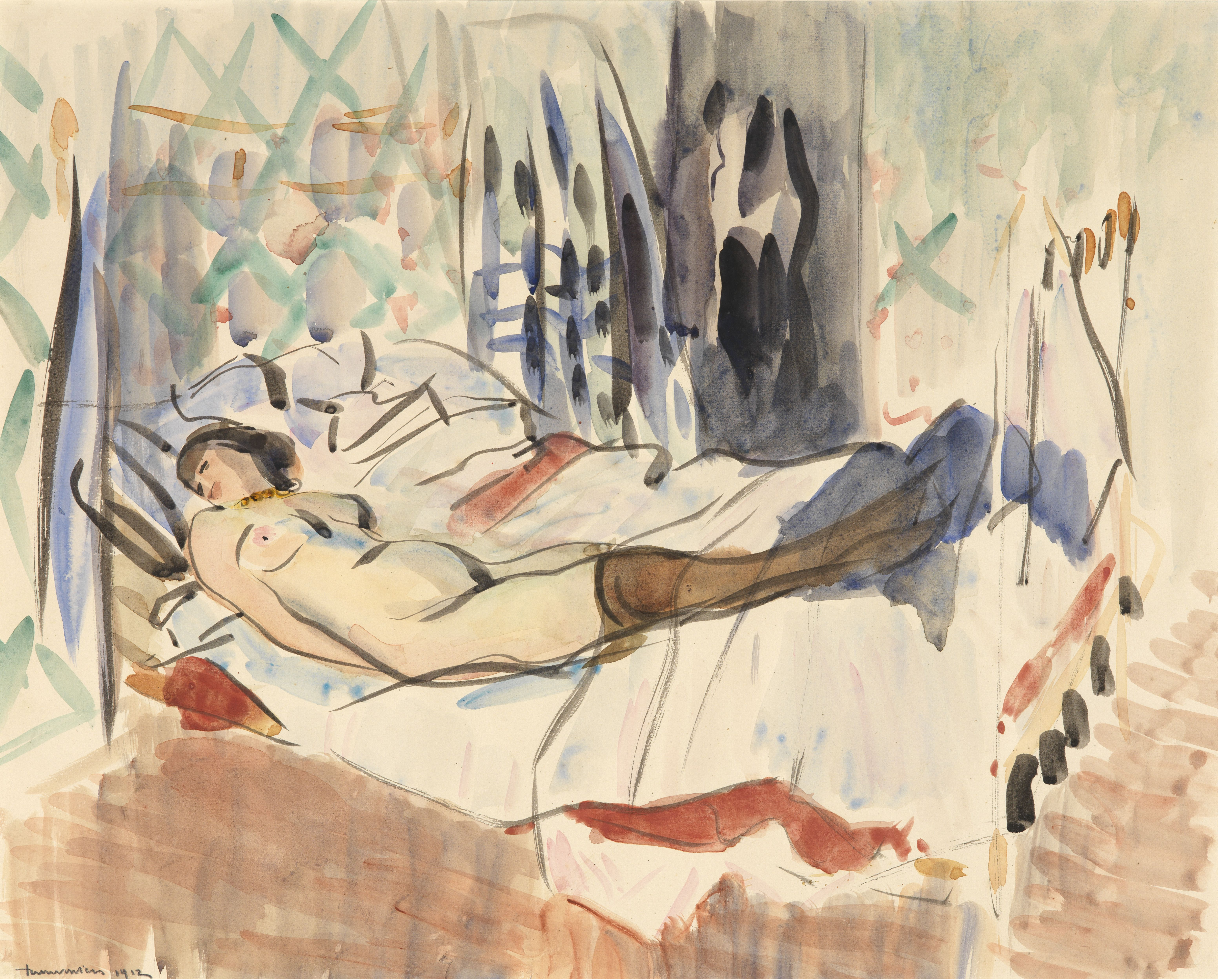
زن برهنه حین استراحت، نام اثری است به سال ۱۹۱۲ میلادی از ریک وُترز. این اثر اکنون در مالکیت موزه سلطنتی هنرهای زیبای آنتورپ قرار دارد.

ریک وُترز (به فرانسوی: Rik Wouters)، تندیس‌گر و نقاش فوویسم اهل بلژیک بود. ریک وُترز دانش‌آموختهٔ فرهنگستان سلطنتی هنرهای زیبای بروکسل بود.